# Casa Profesa de Madrid
La Casa Profesa fue una residencia de la Compañía de Jesús que estuvo ubicada en diversos sitios de Madrid. Fue una de los más importantes de la Capital en el siglo XVII. Fue abandonada tras la pragmática Sanción de 1767. La casa se restableció en la calle Isabel, esquina con la calle Flor, cercana a la que sería el tercer tramo de la Gran Vía. El 11 de mayo de 1931 un grupo de incontrolados prendió fuego a la casa y meses después es derruida. La Casa Profesa de los Jesuitas en Madrid se encuentra ubicada en la actualidad en la calle Serrano (n.º 106). Fue conocida en los años setenta por ser el lugar donde sufrió un atentado el presidente del gobierno Luis Carrero Blanco.

## Historia

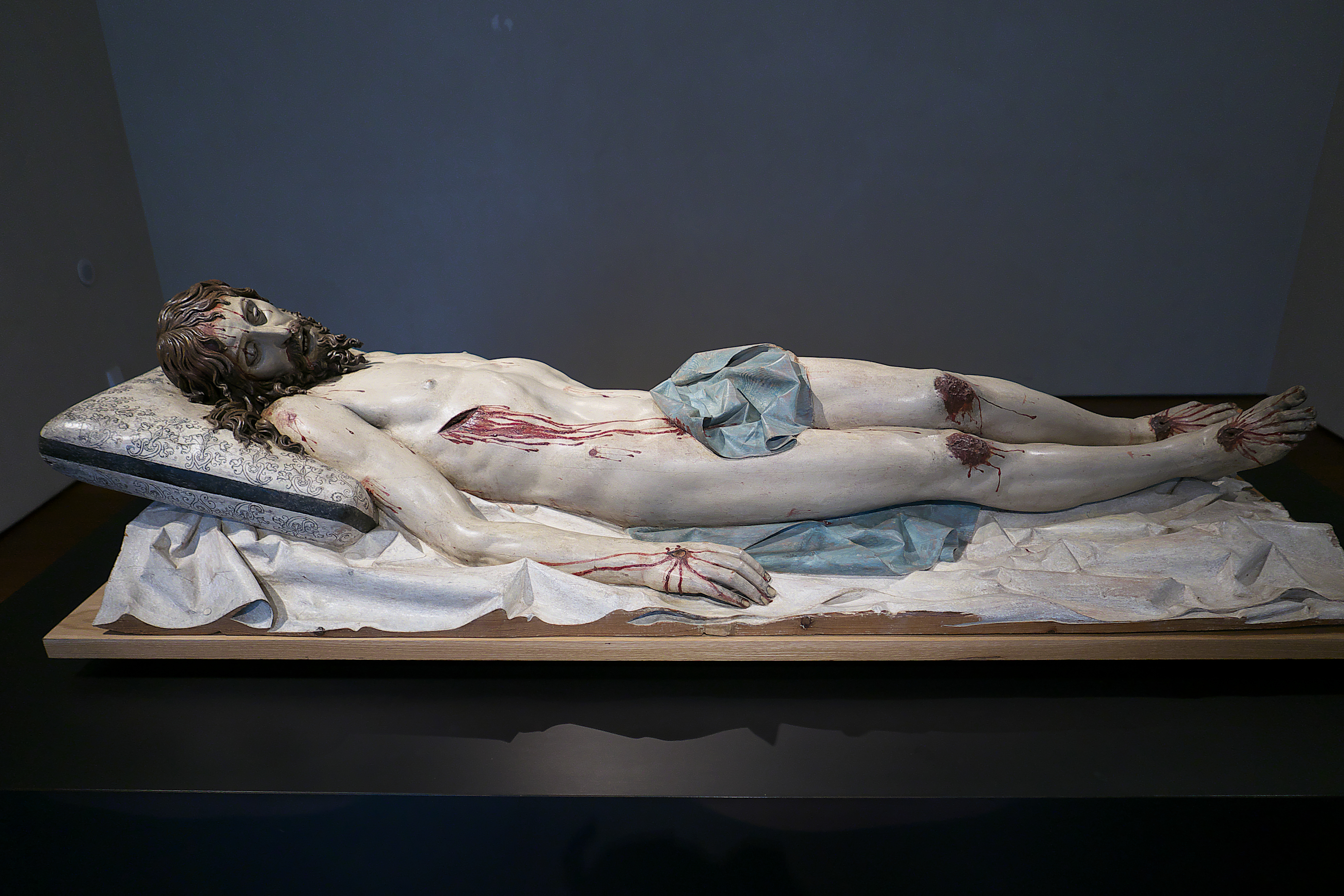
Cristo yacente, Gregorio Fernández. Talla contratada (1625-1630) para la Casa Profesa de Madrid

La primera casa Profesa de Madrid se debe al deseo expreso de su construcción por el duque de Lerma: Francisco Gómez Sandoval y Rojas, valido del rey Felipe III. El duque era nieto, por parte de madre (Isabel de Borja) de San Francisco de Borja (III General de la Compañía de Jesús). El duque deseaba construir una casa que residiera los restos de su pariente santo. La Compañía de Jesús creó las casas profesas para que en ellas habitasen los profesos. La denominación de estas casas fue dada inicialmente por San Ignacio de Loyola que no las quiso llamar con el nombre común de conventos (propio de los domicilios de las órdenes mendicantes) sino con el nombre empleado por los clérigos regulares. La primera casa se edificó en 1617 en la calle del Prado junto a la casa del duque promotor, y se trasladó en 1627 a nueva ubicación al norte de la Plaza Mayor, en la plazuela de los Herradores.

Durante el viaje de Cosme de Médicis a España y Portugal en 1668, su secretario Lorenzo Magalotti describió la iglesia cuando este príncipe la visitó el 29 de octubre:
Después de comer fue Su Alteza a visitar la iglesia de los Jesuitas delante de la casa del conde de Molina, que entre las casas de Madrid puede pasar por palacio bastante razonable. La indicada iglesia tiene la fachada de piedra berroqueña levantada hasta todo el primer orden con dibujo muy noble y majestuoso. Dentro hay un pórtico, al cual se abren las tres puertas de la fachada. La iglesia es una cruz muy grande con pilastras de un nuevo orden por la mezcolanza impropia del dórico y del corintio. La bóveda está adornada con cornisamentos de estucos pintados al fresco. Las capillas abiertas en los muros de la nave principal son suficientemente grandes. La cúpula no es de media naranja, pero tiene su tambor iluminado con numerosas ventanas. Pero la bóveda descansa de una manera desdichada. De la iglesia subió Su Alteza a la librería atravesando una parte de las habitaciones de los padres, que son muy modestas. La librería ocupa una buena estancia cuadrada cubierta por una bóveda de arista, y sobre el primer orden de la estancia se extiende una galería con su balaustrada de madera pintada de negro. El rector estaba fuera por lo que Su Alteza fue acompañada por el padre Fresneda, predicador del rey, al que tenía en mucha estima.
Tras la expulsión de jesuitas se trasladan a la plaza del Ángel (allí se denomina Oratorio de San Felipe Neri) y tras la desamortización de Mendizabal se traslada a la calle de Isabel la Católica en el siglo XIX. Durante la construcción del tercer tramo de la Gran Vía se decide trazar en línea recta el trazado desde la Plaza de Callao a la plaza de España y esto incidía sobre la Casa Profesa. El expediente de la Casa Profesa se inició en 1926 y los abogados jesuitas alegaron con gran fuerza argumental, tanto que puso en peligro el desarrollo urbanístico. Resultó incendiada durante el episodio de la quema de conventos de 1931. En este incendio quemó la biblioteca, considerada en aquel momento la segunda mejor de España. Contaba con más de 80.000 volúmenes, entre ellos incunables irreemplazables. En el incendio se perdieron para siempre ediciones príncipe de Lope de Vega, Quevedo, Calderón de la Barca o Saavedra Fajardo. El alcalde republicano, Pedro Rico, archivó el caso, y los jesuitas fueron disueltos como orden religiosa. El suceso fue muy popular y en la prensa de la época queda reflejado. En el solar de la casa profesa se edificaría en los años cuarenta el bloque Lope de Vega (en los números cincuenta y tres a cincuenta y nueve).